# Jeune Femme en blanc, fond rouge
Jeune Femme en blanc, fond rouge est un tableau d'Henri Matisse réalisé vers 1946, une peinture à l'huile conservée au musée des Beaux-Arts de Lyon.

## Histoire
Cette œuvre s'inscrit dans un cycle de peinture débuté en 1946, dans lequel l'artiste s'intéresse à la représentation de scène d'intérieurs, alors qu'il réside dans la villa Le Rêve à Vence (Alpes-Maritimes) et juste avant qu'il ne se s'occupe de la chapelle du Rosaire de Vence. Grâce à l'ouvrage de 1971 de Louis Aragon Henri Matisse, roman et au film de François Campaux Henri Matisse (1945-1946) qui montre l'artiste peignant le tableau, on sait que la femme qui pose est d'origine haïtienne.
Ce tableau constitue un dépôt du musée national d'Art moderne-centre Georges-Pompidou, après la dation de Pierre Matisse, le fils de l'artiste.

## Description
Le tableau présente une femme assise, voire couchée, dans une bergère rayée partiellement recouverte d'une fourrure tachetée claire. Le visage souriant à peine esquissé, elle est vêtue d'une robe bleu clair qui lui laisse les épaules dénudées, ses mains jointes en bas de sa taille dessinant avec le haut de sa robe un corsage en forme de cœur. Elle occupe la diagonale de la toile partant du haut du côté gauche, et est présentée en plongée. À sa gauche, une plante verte trône sur un meuble bleu, lequel est de la même couleur que les murs de la pièce, tandis que le sol est d'un rouge soutenu ; une petite forme rectangulaire évoquant une porte d'entrée est visible à l'arrière-plan. Selon Patrice Béghain, la femme « semble flotter dans un espace immatériel, uniquement structuré par les couleurs », lesquelles constituent manifestement le principal objet de recherche de cette œuvre. 